# Ecnomus deceptor
Ecnomus deceptor là một loài Trichoptera trong họ Ecnomidae. Chúng phân bố ở miền Cổ bắc.